# ニール・ホジソン

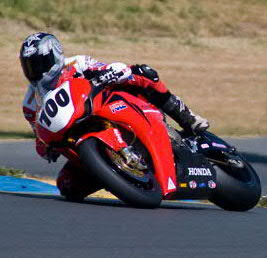
ニール・ホジソン

ニール・スチュアート・ホジソン（Neil Stuart Hodgson、1973年11月20日 - ）は、イギリス・イングランド・ランカシャー州バーンリー出身のモーターサイクル・ロードレースライダー。2003年スーパーバイク世界選手権チャンピオン。2000年ブリティッシュスーパーバイク選手権チャンピオン。

## エピソード
- ドゥカティとの強い結びつきがあるライダーで、1999年から一貫してドゥカティチームに籍を置いている。*2003年にFIMスーパーバイク世界選手権でゼッケンナンバー100をつけて参戦。開幕戦から第4戦までの8レース（1GPにつき2レース制）で7勝をあげる圧倒的な速さを見せ、タイトルを獲得した。この時、ゼッケン100の00に斜線を入れてチャンピオンナンバー1を表したゼッケンをつけている。翌年はドゥカティから「ご褒美」としてMotoGPに参戦したが、4気筒、ハイテク装備のGPマシンに手こずり、またバレンティーノ・ロッシをはじめとしたRC211Vを駆るHONDA勢の影に隠れてしまい不本意なシーズンを過ごす。
- 05シーズンからはAMAスーパーバイクに活躍の場を移す。

## 戦績
- 1990年 - ロードレースデビュー
  - ブリティッシュ・クラブマン・ミニストック選手権ランキング8位
- 1992年 - インターナショナルスーパーカップ125ccチャンピオン
  - ブリティッシュ選手権125ccチャンピオン

ロードレース世界選手権デビュー（GP125に1戦出場）（ホンダ）
- 1993年 - ロードレース世界選手権GP125ランキング24位
- 1994年 - ロードレース世界選手権GP500ランキング32位（シェル・ハリス・ヤマハ）
  - ロードレース世界選手権Gp125参戦（ホンダ）
- 1995年 - ロードレース世界選手権GP500ランキング11位（WCM・ヤマハ）
- 1996年 - スーパーバイク世界選手権ランキング10位（ドゥカティ・コルセ）
- 1997年 - スーパーバイク世界選手権ランキング9位（ドゥカティコルセ）
- 1998年 - スーパーバイク世界選手権ランキング11位（カワサキレーシングチーム）
  - 鈴鹿8時間耐久ロードレース 7位（井筒仁康／KRT／ZX-7RR）
- 1999年 - ブリティッシュスーパーバイク選手権ランキング4位（GESレーシング・ドゥカティ）
- 2000年 - スーパーバイク世界選手権ランキング12位（GESレーシング・ドゥカティ）
  - ブリティッシュスーパーバイク選手権チャンピオン（GESレーシング・ドゥカティ）
- 2001年 - スーパーバイク世界選手権ランキング5位（GESレーシング・ドゥカティ）
- 2002年 - スーパーバイク世界選手権ランキング3位（HMプラント・ドゥカティ）
- 2003年 - スーパーバイク世界選手権チャンピオン（フィラ・ドゥカティ）
- 2004年 - ロードレース世界選手権MotoGPランキング17位（ダンティン・ドゥカティ）
- 2005年 - AMAスーパーバイク選手権スーパーバイクランキング6位（オースティン・ドゥカティ）
- 2006年 - AMAスーパーバイク選手権スーパーバイク（オースティン・ドゥカティ）

### スーパーバイク世界選手権
| 年     | マシン     | 1     | 1     | 2     | 2     | 3     | 3     | 4     | 4     | 5     | 5     | 6     | 6     | 7       | 7     | 8     | 8     | 9     | 9     | 10    | 10    | 11    | 11    | 12      | 12      | 13    | 13    | 順位 | ポイント |
| 年     | マシン     | R1    | R2    | R1    | R2    | R1    | R2    | R1    | R2    | R1    | R2    | R1    | R2    | R1      | R2    | R1    | R2    | R1    | R2    | R1    | R2    | R1    | R2    | R1      | R2      | R1    | R2    | 順位 | ポイント |
| ------ | ---------- | ----- | ----- | ----- | ----- | ----- | ----- | ----- | ----- | ----- | ----- | ----- | ----- | ------- | ----- | ----- | ----- | ----- | ----- | ----- | ----- | ----- | ----- | ------- | ------- | ----- | ----- | ---- | -------- |
| 2002年 | ドゥカティ | SPA 6 | SPA 5 | AUS 5 | AUS 4 | RSA 5 | RSA 4 | JPN 4 | JPN 3 | ITA 2 | ITA 4 | GBR 3 | GBR 6 | GER Ret | GER 8 | SMR 3 | SMR 4 | USA 5 | USA 3 | GBR 2 | GBR 3 | GER 3 | GER 3 | NED Ret | NED 4   | ITA 4 | ITA 5 | 3位  | 326      |
| 2003年 | ドゥカティ | SPA 1 | SPA 1 | AUS 1 | AUS 1 | JPN 1 | JPN 1 | ITA 1 | ITA 1 | GER 1 | GER 2 | GBR 1 | GBR 1 | SMR Ret | SMR 2 | USA 2 | USA 2 | GBR 2 | GBR 5 | NED 2 | NED 1 | ITA 2 | ITA 4 | FRA 1   | FRA Ret |       |       | 1位  | 489      |